# Тенгіз – Кульсари
Тенгіз – Кульсари – газопровід на заході Казахстану, який входить до облаштування унікального нафтового родовища Тенгіз.
Під час розробки Тенгізу, яка ведеться з початку 1990-х років, разом з нафтою отримують великі обсяги природного газу. Після проходження через комплекс підготовки нафти та газу частина цього ресурсу використовується на технологічні потреби промислу та живлення ТЕС Тенгіз, а надлишки видаються до газотранспортної мережі Казахстану. Існують відомості, що для цього до компресорної станції Кульсари на трасі газопроводу Центральна Азія – Центр проклали трубопровід довжиною 130 км та діаметром 720 мм.
В середині 2000-х на тлі підготовки до запуску другої черги комплексу підготовки родовища Тенгіз проклали ще одну нитку газопроводу до Кульсари діаметром 1200 (за іншими даними – 1000) мм.
За іншими даними, довжина газопровідної траси Тенгіз – Кульсари становить 124 км.